# Rivière Vimy
Rivière Vimy är ett vattendrag i Kanada.   Det ligger i provinsen Québec, i den sydöstra delen av landet, 280 km norr om huvudstaden Ottawa. Rivière Vimy ligger vid sjön Lac Volga.
I omgivningarna runt Rivière Vimy växer i huvudsak blandskog. Trakten runt Rivière Vimy är nära nog obefolkad, med mindre än två invånare per kvadratkilometer.